# 格拉维耶尔
格拉维耶尔（法語：Gravières，法語發音：[ɡʁavjɛʁ]）是法国阿尔代什省的一个市镇，属于拉让蒂耶尔区。

## 地理
格拉维耶尔（44°25'17"N, 4°5'30"E）面积18.52 平方千米，位于法国奥弗涅-罗讷-阿尔卑斯大区阿尔代什省，该省份为法国东南部内陆省份，北起顺时针与卢瓦尔省、伊泽尔省、德龙省、沃克吕兹省、加尔省、洛泽尔省和上盧瓦爾省接壤。
与格拉维耶尔接壤的市镇（或旧市镇、城区）包括：尚博纳斯、蒂讷河畔马拉尔斯、莱萨莱勒、莱旺斯、马隆和埃尔兹。
格拉维耶尔的时区为UTC+01:00、UTC+02:00（夏令时）。

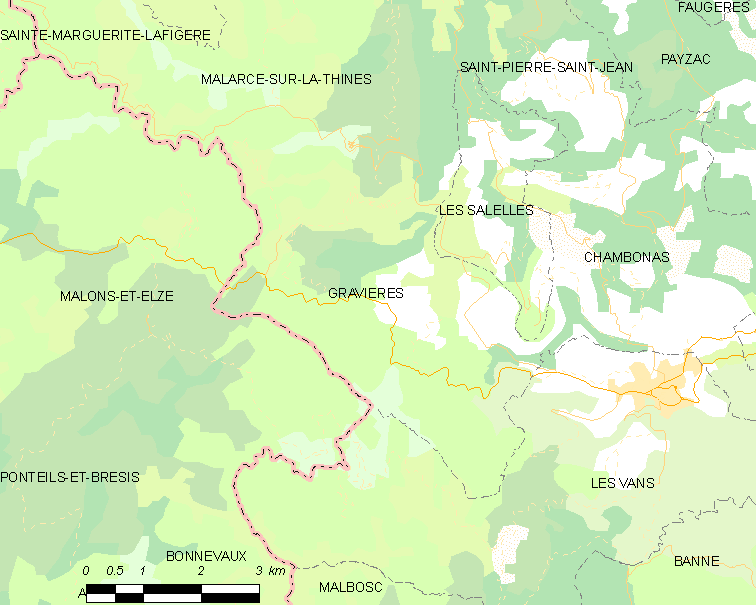
格拉维耶尔的OSM定位图

## 行政
格拉维耶尔的邮政编码为07140，INSEE市镇编码为07100。

## 政治
格拉维耶尔所属的省级选区为阿尔代什塞文县。

## 人口

1962-2008年间格拉维耶尔人口变化图示

格拉维耶尔于2022年1月1日时的人口数量为511人。